# ویکتور (فیلم ۱۹۹۳)
«ویکتور» (انگلیسی: Victor) یک فیلم کوتاه به کارگردانی فرانسوا اوزون است که در سال ۱۹۹۳ منتشر شد.